# Benai (plaats)
Benai is een bestuurslaag in het regentschap Kuantan Singingi van de provincie Riau, Indonesië. Benai telt 1387 inwoners (volkstelling 2010).